# أولاد دليم (قبيلة)
أولاد دليم هي قبيلةٌ عربيَّةٌ معقِليَّةٌ تَستوطنُ غرب أفريقيا ما بين منطقتي الساقية الحمراء بجنوب المغرب، وآكنيتير غرب موريتانيا. تَنحدرُ من دُليم بن حسن المعقليّ، ويُشَكِّلون الفرعَ الرئيس الثَّاني من عرب بني حسان.

## الأصل والنَّسب
قال ابن خلدون في مقدمته متحدثا عن بني معقل التي تنحدر منها أولاد دليم:
| أولاد دليم (قبيلة) | أصل القبيلة المعقلية من عرب اليمن وجدّهم اسمه ربيعة بن كعب بن ربيعة بن كعب بن الحارث، من الحارث بن كعب بن عمرو بن علة بن جلد بن مذحج بن أدد بن زيد بن كهلان على قول ابن خلدون أما نسابتهم فيقولون والقول دائما لابن خلدون أنهم من آل البيت من بني جعفر الطيار وجدهم معقل بن موسى الهراج بن محمّد بن جعفر الأمير بن إبراهيم الأعرابي بن محمد الجواد بن علي الزينبي بن عبد الله بن جعفر الطيار بن أبي طالب | أولاد دليم (قبيلة) |

ردَّ أحمد بن خالد الناصري على ابن خلدون في كتابه طلعة المشتري في النسب الجعفري بقوله:
| أولاد دليم (قبيلة) | جد بني معقل هو معقل بن موسى الهراج بن محمّد بن جعفر الأمير بن إبراهيم الأعرابي بن محمد الجواد بن علي الزينبي بن عبد الله بن جعفر الطيار بن أبي طالب. | أولاد دليم (قبيلة) |

"وهي في الأصل إحدى القبائل الوحيدة في الصحراء,المغرب وموريتانيا التي يُعترف بها بالإجماع على أنها من العرب الحميريين ".